# سونی اکس‌پریا اس
سونی ایکسپریا اس (به انگلیسی: Sony Xperia S) تلفن هوشمند معرفی‌شده به‌وسیله شرکت سونی است که در ژانویهٔ ۲۰۱۲ معرفی و یک ماه پس از آن، در ماه فوریه عرضه شده‌است.
این تلفن نخستین تلفن همراه هوشمند شرکت سونی پس از خرید سهام اریکسون به‌وسیلهٔ سونی است.

## سخت‌افزار
نمایشگر
ایکس‌پریا اس دارای نمایشگری با اندازه ۴٬۳ اینچ و کیفیت اچ‌دی (۷۲۰×۱۲۸۰ پیکسل) از نوع ال‌سی‌دی با نور پشت‌زمینه ال‌ای‌دی (LED-backlit LCD) است.
پردازنده
این گوشی دارای یک پردازشگر دوهسته‌ای و تراشهٔ MSM8260 شرکت کوآلکام (Qualcomm) با سرعت ۱٬۵ گیگاهرتز و گرافیک آدرنو ۲۲۰ (Adreno 220) است.
حافظه
ایکس‌پریا اس دارای ۱ گیگابایت حافظه رم، ۱٬۵ گیگابایت حافظه داخلی و ۳۲ گیگابایت فلش مموری است.
دوربین
دوربین تلفن یادشده ۱۲ مگاپیکسل با قابلیت‌های تشخیص چهره و لبخند، فلاش ال‌ای‌دی، ژئوتگینگ و عکاسی سراسرنما به‌همراه فیلمبرداری با تفکیک‌پذیری ۱۰۸۰×۱۹۲۰ پیکسل (فول اچ‌دی) با نرخ ۳۰ فریم بر ثانیه است.

## نرم‌افزار
سونی ایکس‌پریا اس دارای سیستم‌عامل اندروید نسخهٔ ۲٬۳ بود، اما در تاریخ ۲۱ ژون توسط شرکت سونی، این گوشی نسخه ۴٫۰ اندروید را دریافت کرد.